# Хотилово (Московская область)
Хотилово — деревня в Можайском районе Московской области в составе сельского поселения Горетовское. Численность постоянного населения по Всероссийской переписи 2010 года — 17 человек, в деревне числится 1 улица — Рыжовская. До 2006 года Хотилово входило в состав Глазовского сельского округа.
Деревня расположена на севере центральной части района, примерно в 15 км к северо-западу от Можайска, на восточном берегу Можайского водохранилища, высота центра над уровнем моря 189 м. Ближайшие населённые пункты — примыкающее на западе Горетово, Аксаново в 1,2 км на юго-восток и Косьмово — на противоположном берегу водохранилища. У деревни проходит региональная автодорога 46Н-05488 Тетерино — Поречье.